# Georg Büchner

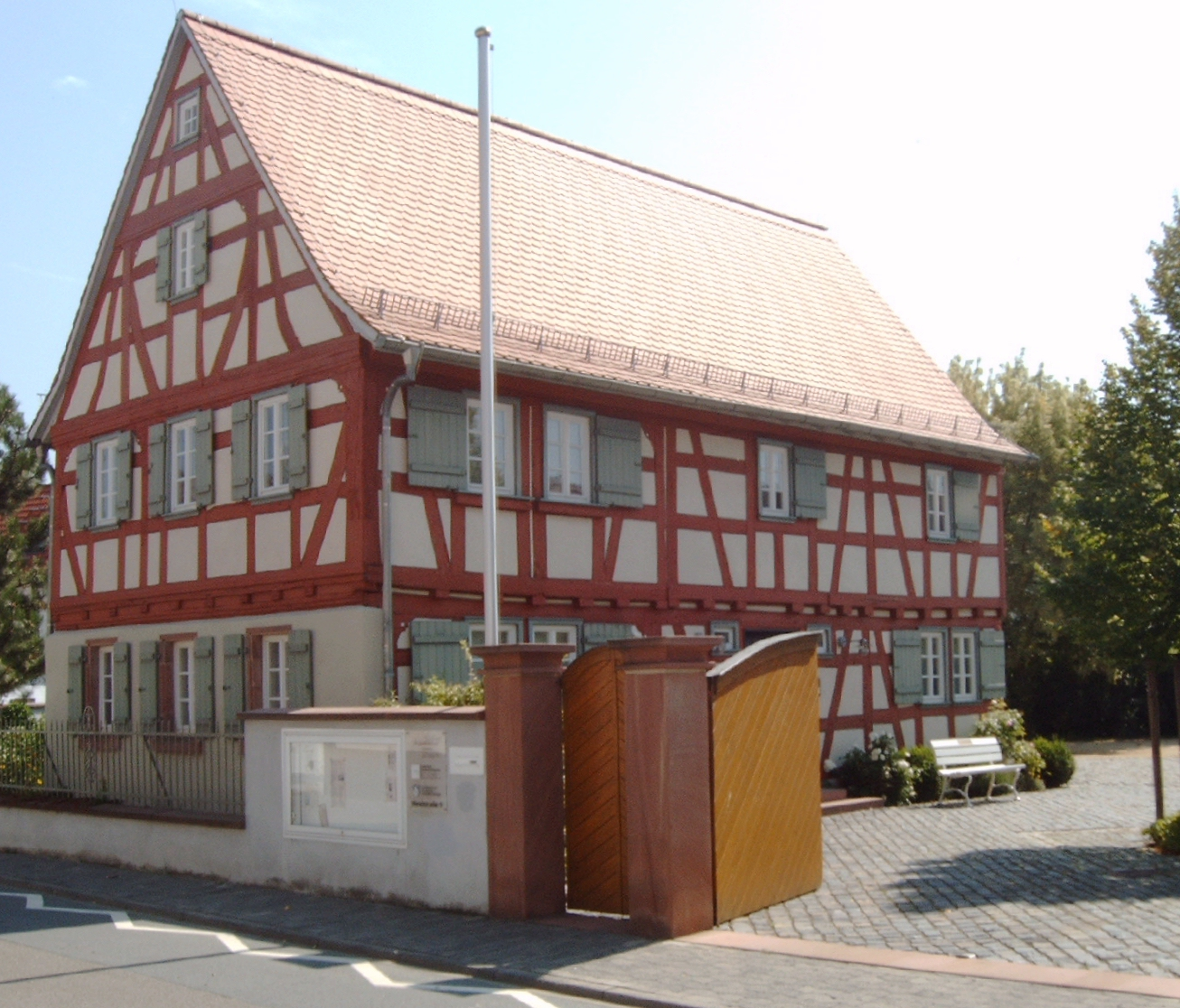
Casa de Georg Büchner a Goddelau

Karl Georg Büchner (Goddelau, Hesse-Darmstadt, 17 d'octubre de 1813 - Zúric, 19 de febrer de 1837) fou un dramaturg i escriptor de prosa alemany. Va ser germà del físic i filòsof Ludwig Büchner. El talent de Büchner és generalment tingut en gran estima a Alemanya. Es considera que, en cas de no morir tan jove, haguera adquirit la importància de Johann Wolfgang Von Goethe i Friedrich von Schiller.

## Biografia
Büchner era fill d'un doctor. Va assistir a l'Escola Secundària d'Humanitats i es va especialitzar en idiomes, incloent-hi llengües modernes (francès, italià i anglès). Després va estudiar medicina a Estrasburg.
L'any 1828 s'interessa per la política i forma un cercle d'aficionats a William Shakespeare que probablement va formar part de la secció de Giessen i Darmstadt de la "Gesellschaft für Menschenrechte" (Societat per als Drets Humans). A Estrasburg, va conéixer la literatura francesa i el pensament polític. L'any 1835 va traduir dues obres de Victor Hugo: Lucrèce Borgia i Marie Tudor. Dos anys després, la seua dissertació Mémoire sur le Système Nerveux du Barbeaux (Cyprinus Barbus L.) va ser publicada a París i Estrasburg. Va ser influenciat per les teories comunistes utòpiques de François-Noël Babeuf i Claude Henri de Rouvroy, comte de Saint-simon.
Mentre continuava els seus estudis a Universitat de Gießen, va formar una societat secreta dedicada a la causa revolucionària. Va imprimir pasquins anomenats Der Hessische Landbote, dedicats a l'educació política (o adoctrinament, depenent el punt de vista) dels camperols. Tanmateix, en ser traït, Büchner va haver d'abandonar el seu país i fugir a França.
L'any 1835 va ser publicada la seua primera obra teatral, Dantons Tod (La mort de Danton), sobre la Revolució Francesa, seguida per Lenz (publicada primer parcialment per la Deutsche Revue de Karl Gutzkow i Wienberg, que aviat va ser prohibida). L'any 1836 va escriure la seua segona obra teatral - Leonce und Lena - sobre la noblesa. La seua obra inconclusa i més famosa, Woyzeck, és la primera obra literària en alemany amb personatges pertanyents a la classe treballadora (proletària). Publicada pòstumament, va ser la base de l'òpera Wozzeck d'Alban Berg (estrenada l'any 1925).
Büchner era un autor alemany poc conegut quan Karl-Emil Franzos va publicar les seues obres, que posteriorment van tenir una gran influència en el naturalisme. Arnold Zweig va considerar Lenz, l'única obra en prosa de Büchner, l'"inici de la moderna prosa europea". Lenz és una novel·la basada en la vida del poeta del Sturm und Drang Jakob Michael Reinhold Lenz.
Va morir a Zúric, poc després d'haver donat una classe en la Universitat.

## Traduccions al català
- Lenz. Traducció de Jordi Ibàñez Fanés. Martorell: Adesiara editorial, 2009.